# Sōchin
Sōchin (jap. 壯鎭) ist der Name einer Kata im Karate. Die Kata entstammt ursprünglich der Aragaki-Schule (Naha-Te), wurde jedoch im Laufe der Zeit oft geändert, so dass es heute verschiedene Versionen gibt. Der Name der Kata bedeutet „Stärke und Ruhe“ und impliziert bereits die ruhigen und kraftvoll dynamischen Techniken.
In der Aragaki-Version der Sōchin werden die Bewegungen meist aus der Stellung Sanchin dachi heraus ausgeführt, in einer daraus entwickelten Version im Shitō-Ryū auch aus Neko ashi dachi.
Die Shōtōkan-Version der Kata Sōchin wurde in der Mitte des 20. Jahrhunderts von Funakoshi Yoshitaka entwickelt und hat mit der Aragaki-Sōchin nicht mehr viel gemeinsam. Der Stand ist hier meistens Fudō dachi (der daher auch als Sōchin dachi bezeichnet wird), eine Kraftstellung zwischen Zenkutsu dachi und Kiba dachi. Die Shōtōkan-Variante der Sōchin ist sehr expressiv für typische Shōtōkan-Prinzipien.
Besonders der Mittelteil der Kata (Mikazuki-Geri Jodan aus der Drehbewegung) erfordert ein sehr gutes Gleichgewichtsgefühl. Durch die allgemein sehr tiefen und kraftvollen Stellungen wirkt Sōchin sehr stark und trainiert besonders die Beinmuskulatur.
Der Legende nach soll die Kata Sōchin auch "Die Kata des Alten Mannes" sein: Ein alter Mann lud einst Funakoshi Gichin ein, doch Meister Funakoshi war zu der Zeit beschäftigt, also schickte er seinen Sohn Gigo (Yoshitaka Funakoshi) nach Okinawa. Der alte Mann war hocherfreut ob Gigos Besuch, verschloss Türen und Fensterläden, sodass niemand von außen in sein Haus hineinsehen konnte. Nachdem der alte Mann Yoshitaka Funakoshi die Kata gelehrt hatte, sagte er: "Jetzt kann ich in Frieden sterben".